# Gouvernement Magnette
Région wallonne
Demotte II Borsus
Le gouvernement Magnette est un gouvernement wallon bipartite composé de socialistes (PS) et de démocrates-humanistes (cdH) et mené par Paul Magnette.
Ce gouvernement est en place à partir du 22 juillet 2014 en remplacement du Gouvernement Demotte II, à la suite des élections régionales du 25 mai 2014.
Le 19 juin 2017, le président du cdH, Benoît Lutgen annonce qu'il ne souhaite plus continuer à gouverner avec le PS. Le 28 juillet 2017, une motion de défiance votée au Parlement wallon met fin au gouvernement Magnette.

## Composition
| Image | Titulaire | Titulaire            | Poste | Parti |
| ----- | --------- | -------------------- | --- | ----- |
|       |           | Paul Magnette        | Ministre-président du gouvernement wallon                                                                                           | PS    |
|       |           | Maxime Prévot        | Vice-président et Ministre des Travaux publics, de la Santé, de l'Action sociale et du Patrimoine                                   | cdH   |
|       |           | Jean-Claude Marcourt | Vice-président et Ministre de l'Économie, de l'Industrie, de l'Innovation et du Numérique                                           | PS    |
|       |           | Pierre-Yves Dermagne | Ministre des Pouvoirs locaux, de la Ville, du Logement et des Infrastructures sportives                                             | PS    |
|       |           | Carlo Di Antonio     | Ministre de l'Environnement, de l'Aménagement du territoire, de la Mobilité et des Transports et du Bien-être animal                | cdH   |
|       |           | Christophe Lacroix   | Ministre du Budget, de la Fonction publique, de la Simplification administrative et de l'Énergie                                    | PS    |
|       |           | Éliane Tillieux      | Ministre de l'Emploi et de la Formation                                                                                             | PS    |
|       |           | René Collin          | Ministre de l'Agriculture, de la Nature, de la Ruralité, du Tourisme, des Aéroports, délégué à la Représentation à la Grande Région | cdH   |

## Changements de compétences en cours de législature
- Carlo Di Antonio perd la compétence des aéroports, reprise par René Collin, le 27 avril 2016[2].
- Le 26 janvier 2017, Christophe Lacroix reçoit la compétence de l'Énergie précédemment détenue par Paul Furlan[3].

## Démissions en cours de législature
- Paul Furlan, ministre des Pouvoirs locaux, de la Ville, du Logement et de l'Énergie, a démissionné le 26 janvier 2017 dans la foulée du scandale politico-financier de l'affaire Publifin. Il est remplacé par Pierre-Yves Dermagne[4].